# Dry farming

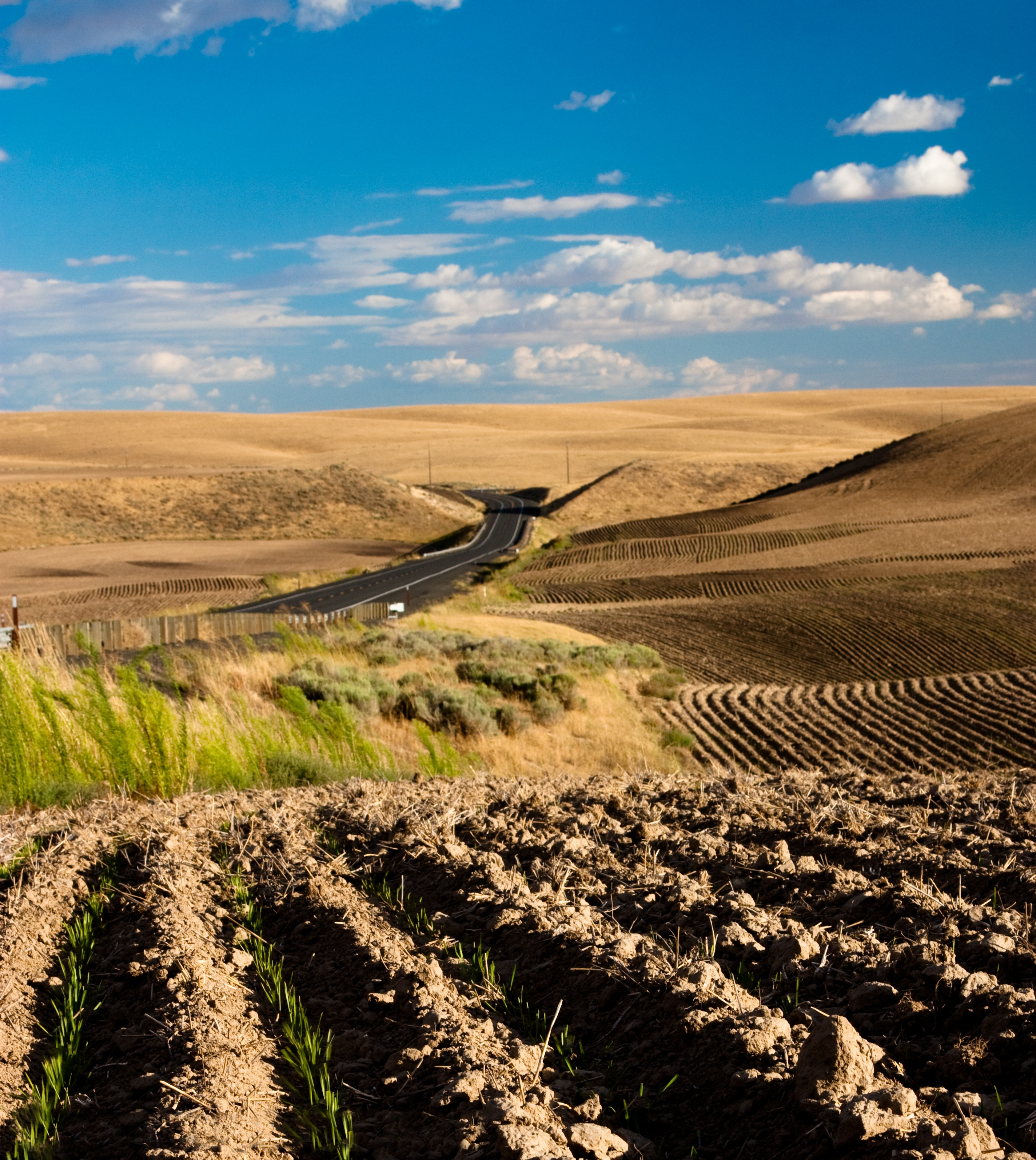
Cultures non irriguées dans l'Est aride de l'État de Washington. Céréale semée en rangs distants (strip-till) avec inter-rangs recouverts de mulch pour retenir et économiser l'humidité, collines de Palouse dans le plateau du Columbia, 2010. Ces techniques permettent à cette région de se maintenir comme une des grandes zones exportatrices de céréales au monde.

Le dry-farming ou aridoculture désigne l'ensemble des techniques qui permettent la culture non irriguée en condition aride (zone de steppe, …). Ces techniques consistent généralement à aménager les terrains de façon à utiliser au mieux les eaux de surface, à privilégier les techniques culturales minimisant l'évaporation (culture sans labour, semis direct et paillis), à choisir une rotation culturale adaptée au contexte sans avoir recours à l’irrigation. Le concept de dry farming a beaucoup évolué depuis les tempêtes de poussière des années 1930 aux Etats-Unis.
Il s'oppose au wet farming ou culture irriguée.
« Culture sèche » est moins précis dans ce contexte car l'expression désigne toute culture non irriguée quel que soit le climat et s'oppose en particulier à « culture inondée » s'agissant d'espèces telles que le riz ou le taro.
Les « badlands », dans le contexte américain, sont des terres situées dans les mêmes zones climatiques mais où les tentatives d'agriculture ont échoué à cause de la fragilité et de la pauvreté du terrain et peut-être de méthodes inadaptées.

## Méthode traditionnelle
La technique consiste à labourer très profondément pour atteindre les couches humides du sol et à protéger l'eau disponible en brisant très finement les mottes superficielles de terre. La terre n'est ensemencée qu'une année sur deux, ce qui favorise l’accumulation de réserves d’eau. La sole mise en jachère reçoit ainsi plusieurs labours pour ameublir la terre  et pour renforcer sa capacité d’absorption des eaux pluviales. 
Cette technique est connue dans le bassin méditerranéen depuis l’Antiquité. Elle est actuellement pratiquée surtout en Amérique : à l'ouest des Grandes Plaines, dans la pampa argentine, les steppes de la Volga. On le pratique aussi au Maghreb, dans les plaines plus sèches de l'intérieur (Hauts Plateaux d'Algérie notamment) recevant moins de 500 millimètres de pluies. Dans cette dernière zone il présente l'inconvénient d'empêcher les pacages des troupeaux,.
Mais le dry-farming favorise l’érosion des sols. Le travail du sol en jachère s'est révélé dommageable, bien qu'il ait pu avoir été nécessaire pour contrôler la végétation, et il ne permettait pas le stockage d'humidité attendu, au contraire. Les terres en jachère sont attaquées par le vent et le ruissellement qui arrachent le sol arable. Vers 1934, le dry farming est à l'origine d'une forte érosion éolienne : les dust bowls en Oklahoma et dans le Nord-Texas. Il est aujourd’hui en recul, du fait des progrès de l’irrigation mais surtout des techniques de travail simplifié, de non travail du sol (no-till farming) ou semis direct. Les fermiers américains pratiquent des assolements variés qui protègent le sol. Ils remplacent la monoculture du blé, autrefois très répandue dans l'Ouest par une rotation pluriannuelle comprenant des légumineuses ou le tournesol. Il en est de même sur les Hauts Plateaux d'Afrique du Nord ou les légumineuses et des oléagineux comme le carthame et le tournesol remplacent la jachère.
Cet arrêt du dry-farming traditionnel a paradoxalement permis une augmentation des précipitations dans les Grandes Plaines grâce à un sol plus frais arrêtant plus souvent les masses d'air chaud et humides du golfe du Mexique.

## Méthodes actuelles

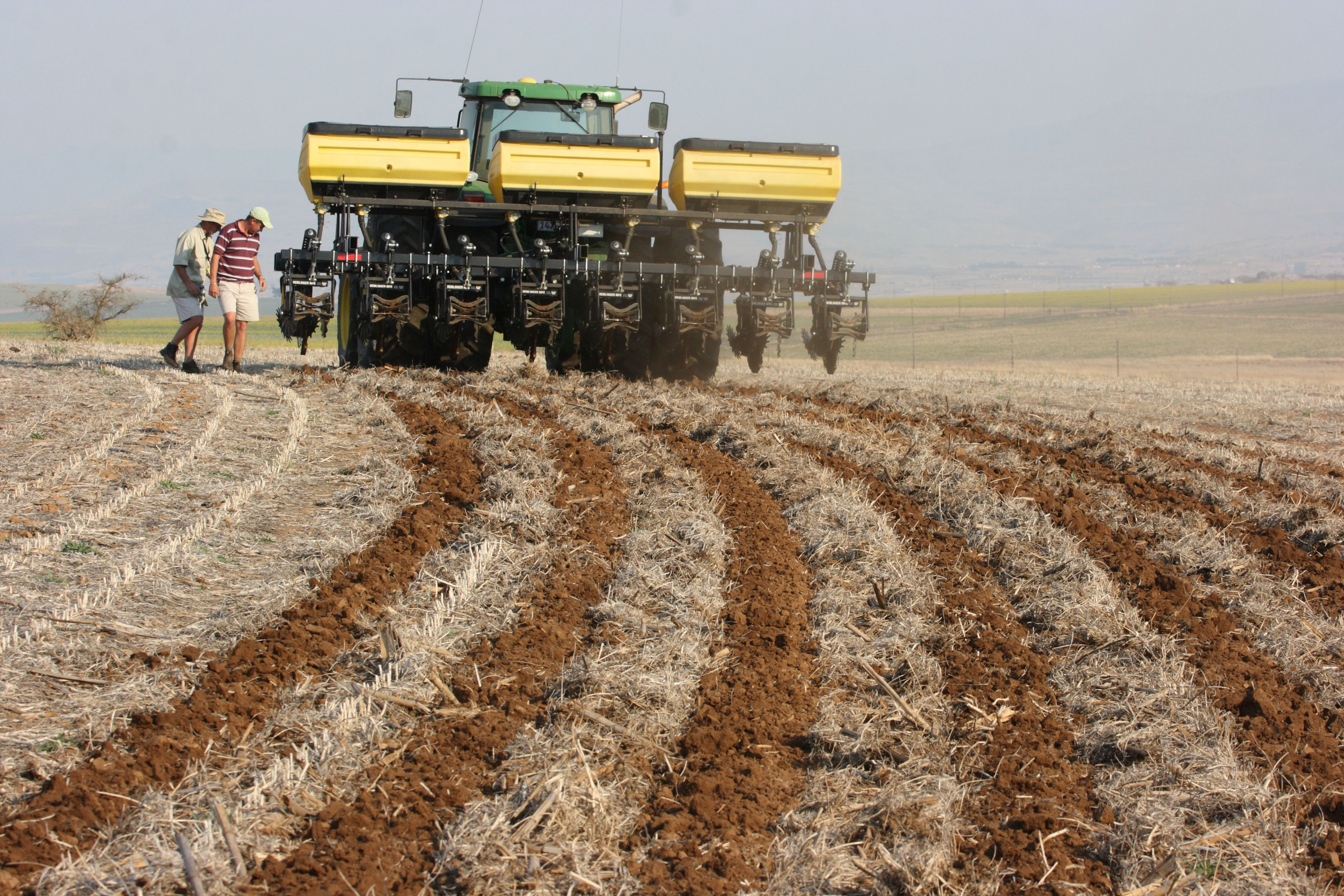
Matériel de travail simplifié du sol adapté au strip-till, Afrique du Sud, 2011.

Les méthodes actuelles consistent d'abord à supprimer le labour et à le remplacer par des techniques simplifiées. On y adjoint des techniques complémentaires (certaines sont traditionnelles) telles que :
- culture sous paillis : paillis naturel ou mulch, paillis lithique (en arboriculture), parfois paillis plastique pour limiter l'évaporation,
- cultures en bandes discontinues (strip-till) et autres méthodes de culture en faible densité[11],

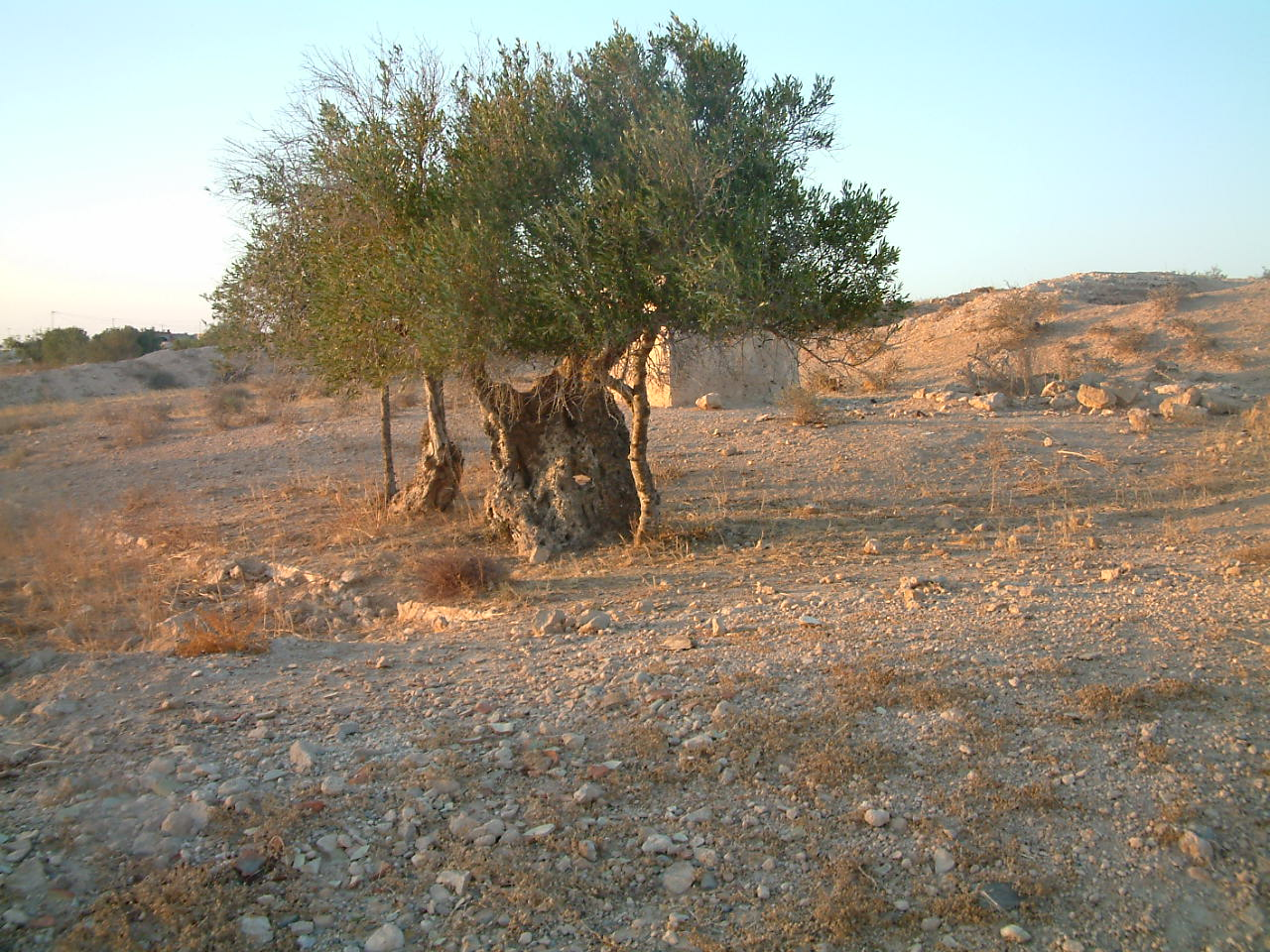
Olivier très ancien à Djerba. Remarquer les ruines d'un probable muret de retenue de pluies.

- culture en courbes de niveau,Olivier très ancien à Djerba. Remarquer les ruines d'un probable muret de retenue de pluies.

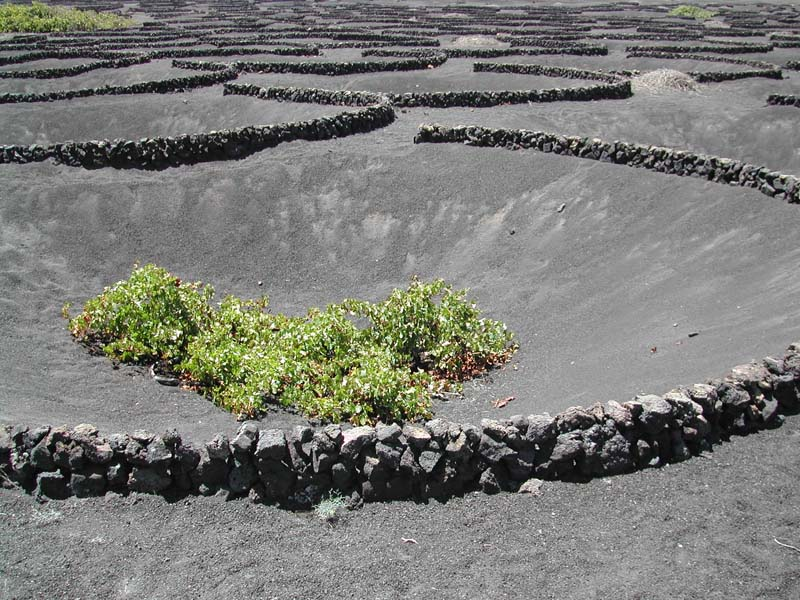
Viticulture en creux sur cendres volcaniques, Lanzarote. Les murets auraient également un rôle brise-vent. Une méthode similaire est utilisée traditionnellement. par exemple pour le palmier-dattier dans le Sud tunisien et le Sud algérien.

- Viticulture en creux sur cendres volcaniques, Lanzarote. Les murets auraient également un rôle brise-vent. Une méthode similaire est utilisée traditionnellement. par exemple pour le palmier-dattier dans le Sud tunisien et le Sud algérien.façonnage du terrain : culture en terrasses de conservation, culture en bassins de niveau (sortes d'entonnoirs géants piégeant l'eau de ruissellement sur une zone basse), restanque, rigoles et bourrelets de niveau, culture en creux de billons[11],[12].
- création de brise-vents, haie, palissade ou muret, exemple : haies de figuiers de barbarie résistantes à la sécheresse et au feu en Afrique du Nord,
- choix d'espèces et de variétés adaptées (variétés naines notamment) et plus généralement d'une rotation culturale adaptée[13].

L'aridoculture serait ainsi possible à partir de pluviométrie aussi basse que 230 mm par an avec un choix restreint de cultures. Le coûts de culture réduits souvent associés à de très grandes surfaces permettent aux agriculteurs de rester compétitifs malgré des rendements incertains.

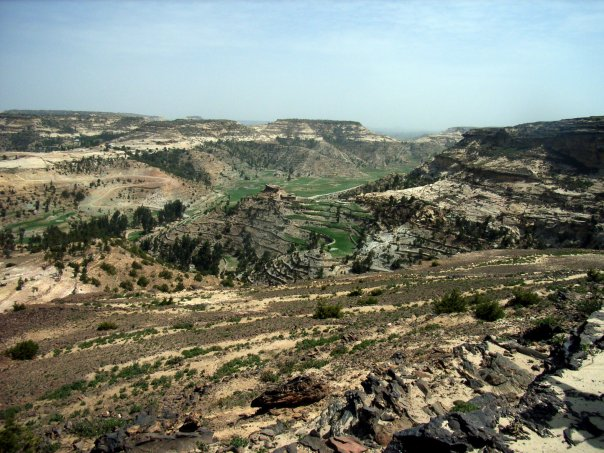
Cultures en terrasses au nord de Atsi Derra, Éthiopie, 2009.

Ce dry farming revu fait partie des méthodes envisagées pour combattre le réchauffement climatique.

## À propos
« Savez-vous que l’appellation culturale « dry farming », présentée comme une nouveauté, je l’ai retrouvée en Tunisie, dans la culture des oliviers, où elle a été apportée, il y a plusieurs siècles, par les colons romains ? Ne disons donc pas aussi facilement que notre agriculture est routinière. (…) » M. Capus ancien ministre, député de la Gironde, au XIIIe congrès national des syndicats agricoles, Bordeaux, 5-7 juin 1926.